# ブレイク・ミルズ
ブレイク・ミルズ（Blake Mills、1986年9月21日 - ）は、カリフォルニア州に拠点を置く、アメリカ合衆国のソングライター、ギタリスト、音楽プロデューサー、作曲家である。

## 経歴
ブレイク・ミルズは、1986年9月21日にカリフォルニア州サンタ・モニカに生まれた。彼はマリブで育ち、テイラー・ゴールドスミスとともにマリブ高校で学んだ。ミルズとゴールドスミスは「サイモン・ドーズ（Simon Dawes）」というバンドを結成して音楽活動を始めた。サイモン・ドーズは、2005年に初のEP『What No One Hears』を発表、2006年9月に初のLP『Carnivore』をレコード・コレクション（Record Collection）より発表した。2007年にバンドが解散すると、ゴールドスミスと弟のグリフィンは、サイモン・ドーズのベーシストであったワイリー・ゲルバーを誘って「ドーズ（Dawes）」を結成。一方でミルズはジェニー・ルイスのツアーにギタリストとして同行した。さらに彼は、バンド・オブ・ホーセズ、キャス・マコームズ、ジュリアン・カサブランカス、ルシンダ・ウィリアムスなどのツアーにも参加した。 ミルズは、コナー・オバースト、キッド・ロック 、ウィーザー、ザ・エイヴィット・ブラザーズ、パオロ・ヌティーニ、ノラ・ジョーンズ、カーリーン・カーター、ジェスカ・フープ、ディクシー・チックス、ズッケロ、P!NK、ラナ・デル・レイ、デインジャーマウスなどとセッション・ミュージシャンとして共演している。
2010年にミルズは、ファースト・ソロLP『Break Mirrors』を、レコード・コレクションから発表した。『Break Mirrors』は、生産枚数が限られていたにもかかわらず、多くのウェブサイトや他の音楽家たちから、2010年最高のアルバムとして絶賛された。2011年には、ブレイク・ミルズの「Hey Lover」「Wintersong」を収録した両側A面の7インチ盤が、アナログ・エディション・レコーズ（Analog Edition Records）から発表された。
2012年中は、ジェスカ・フープのアルバム『The House That Jack Built』の共同プロデュース、サラ・ワトキンスのアルバム『Sun Midnight Sun』のプロデュース、スカイ・フェレイラのEP『Ghost』に収録された「Sad Dream」とそれに続くLP『I'm Not Alright』に収録された2曲の作曲・プロデュースなどの活動を行った。コンピレーション・アルバム『Just Tell Me That You Want Me: A Tribute to Fleetwood Mac』では、「Oh Well」のプロデュースと演奏をビリー・ギボンズとマット・スウィーニーとともに行なっている。ミルズは、フィオナ・アップルの2012年北米ツアーでオープニング・アクトを担当し、ギタリストとしても参加した。
2008年後半に彼は、ザ・ベル・ブリゲイドのバーバラ・グルースカのバックでパーカッションを演奏していたダニエル・ハイムと出会った。彼女はジェニー・ルイスのツアーにも同行したパーカッショニストであった。ふたりは恋愛関係となり、2012年まで頻繁に共演することになる。ハイムの存在は、ミルズの初のシングル「Hey Lover」にインスピレーションを与えており、彼女自身もバックで歌っている。ジェニー・ルイスのツアーの後、彼らはジュリアン・カサブランカスのツアーに共に同行した。2011年には、ビートルズの「カム・トゥゲザー」の彼らによるカバーが、ブラジルのネクステル社のコマーシャルで使用された。ふたりはまた、ボブ・ディランの「Heart of Mine」をカバーしており、これはディランのトリビュート・レコード『Chimes of Freedom: The Songs of Bob Dylan』に収録された。ふたりは、ベーシストのテイラー・ゴールドスミス（ドーズ）とともに、ザ・コナン・オブライエン・ショーでもこの曲を演奏している。2012年にミルズとマット・スウィーニーは、ビリー・ギボンズによるフリートウッド・マックのカバー作品「Oh Well」を共同プロデュースしており、『Just Tell Me That You Want Me: A Tribute to Fleetwood Mac』に収められているが、ここにダニエルのドラム演奏が収録されている。2012年5月の「ザ・レイト・レイト・ショー・ウィズ・クレイグ・ファーガソン」では、サラ・ワトキンスの演奏にふたりで参加している。2012年7月のハリウッド・パラディアムでのフィオナ・アップルの公演でも、ミルズが担当したオープニング・アクトでふたりが共演した。ダニエルはモルスク・サーフ・ショップ（Mollusk Surf Shop）でのミルズの演奏によく参加しており、一方でミルズはダニエルがふたりの姉妹と結成したバンドのハイムとともに時折演奏していた。しかしその後、ふたりの関係は破局を迎えた。

## モルスク・セッション
ブレイクは、時折カリフォルニア州ヴェニスにあるモルスク・サーフ・ショップで、ホストとなって音楽パフォーマンスを開催している。これまで、ジャクソン・ブラウン、ビリー・ギボンズ、マット・スウィーニー、キャス・マコームズ、ジェニー・ルイス、チャーリー・セクストン、ベンモント・テンチ、デイヴ・ローリングズ、ヴァル・マッカラム、タル・ウィルケンフェルド、マイク・アインズィガー、ハビエル・マスなどのミュージシャンたちとの共演が行なわれてきた。

## ディスコグラフィ

### ソロ・アルバム
- Break Mirrors (2010年、Record Collection)
- Heigh Ho (2014年、Verve Records / Record Collection)
- Look (2018年、New Deal Records)
- Mutable Set (2020年、New Deal Records / Verve Records)

### サイモン・ドーズ（Simon Dawes）
- What No One Hears EP (2005年、Record Collection) ※EP
- Carnivore (2006年、Record Collection)

### 参加コンピレーション・アルバム
- Chimes of Freedom: The Songs of Bob Dylan Honoring 50 Years of Amnesty International (2012年、Fontana) ※ディスク2、4曲目「Heart of Mine」 - アムネスティ・インターナショナル

### プロデューサーとしての作品
- ジェスカ・フープ : The House That Jack Built (2012年、Bella Union) ※共同プロデューサー
- サラ・ワトキンス : Sun Midnight Sun (2012年、Nonesuch Records)
- スカイ・フェレイラ : Ghost EP (2012年、Capitol Records)
- ビリー・ギボンズ : "Oh Well" – Just Tell Me That You Want Me: A Tribute to Fleetwood Mac[22] (2012年、Hear Music) ※共同プロデューサー
- マウント・エジプト : III (2012年、Record Collection)
- コナー・オバースト : "Artifact 1" – Upside Down Mountain (2014年、Nonesuch Records)
- フィオナ・アップル : "Container" – TVドラマ『アフェア 情事の行方』 - The Affair 挿入歌 (2014年、Showtime)
- フィオナ・アップル : "Pure Imagination" (2015年、Cultivate / Epic Records)
- フィオナ・アップル・フィーチャリング・モード・マッガート : "I'm in the Middle of a Riddle" (2015年、Hear Music)
- アラバマ・シェイクス : 『サウンド&カラー』 – Sound & Color (2015年、ATO Records)
- ブリタニー・ハワード : "I Feel Free" – Joy (2015年、21st Century Fox)
- ドーズ : We're All Gonna Die (2016年、HUB Records)
- ジム・ジェームス : Eternally Even (2016年、Capitol Records / ATO) ※共同プロデューサー
- ジョン・レジェンド : 『ダークネス・アンド・ライト』 – Darkness & Light (2016年、Columbia Records)
- ジョン・レジェンド・フィーチャリング・シンシア・エリヴォ : "God Only Knows" (2016年、Epic Records)
- ジェスカ・フープ : Memories Are Now (2017年、Sub Pop)
- ローラ・マーリング : 『センパー・フェミナ』 – Semper Femina (2017年、More Alarming Records)[28]
- パフューム・ジーニアス : 『ノー・シェイプ』 – No Shape (2017年、Matador Records)